# 格蕾丝陨石坑
格蕾丝陨石坑（Grace）是位于月球正面静海北部的一座小火山坑，其名称取自英语女性名，1979年被国际天文学联合会正式接受。

## 描述

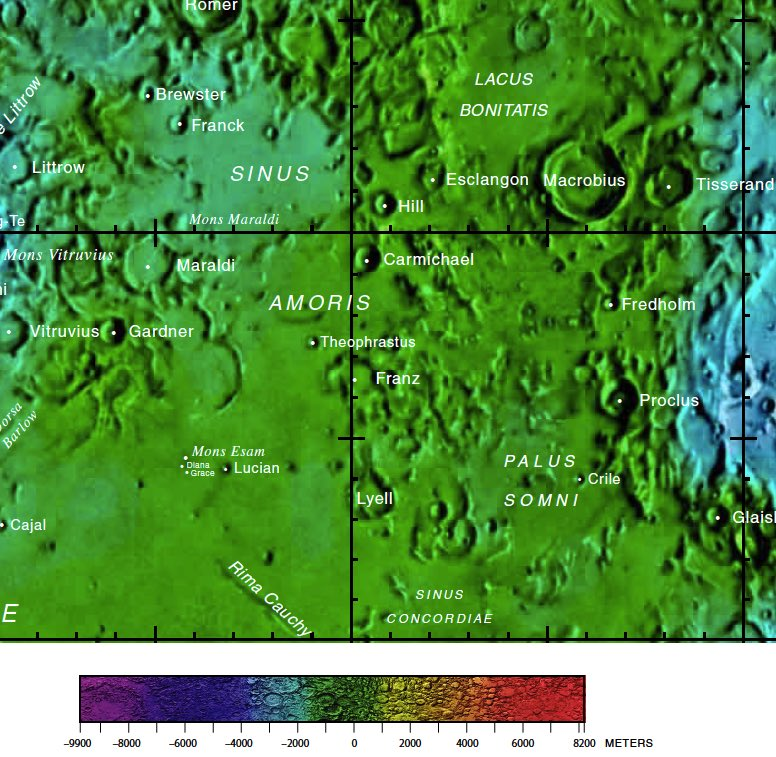
格蕾丝陨石坑及周边，月球正面区域图。

该陨坑西北和西北偏西分别靠近伊萨姆山和黛安娜陨石坑，东面毗邻琉善陨石坑，逶迤的巴洛山脊延伸在它的西南、往东北偏北和东面不远分别坐落了爱湾和梦沼、而东南和南面则分布了和谐湾及柯西月溪。
该陨坑中心月面坐标为14°13′N 35°53′E / 14.21°N 35.89°E，直径1.49公里，深约0.28公里。

格蕾丝陨石坑位于一座盾状火山的顶部，外观轮廓大体圆状，坑壁最大高出周边地形50米，内部容积约为0.13立方千米。